# Liste des primats de l'Église érythréenne orthodoxe
Liste des primats de l'Église érythréenne orthodoxe

## Patriarches d'Érythrée
- Philippe (8 mai 1998-18 septembre 2002)
- Jacob (18 septembre 2002-1er décembre 2003)
- Antoine Ier (1er décembre 2003-9 février 2022) (déposé par le Saint Synode le 13 janvier 2006 mais pas reconnu par les autres églises orthodoxes orientales.
- Dioscore Ier (27 mai 2007-2015)
- Cyril I (Abune Qerlos) (13 mai 2021